# Jean Dybowski

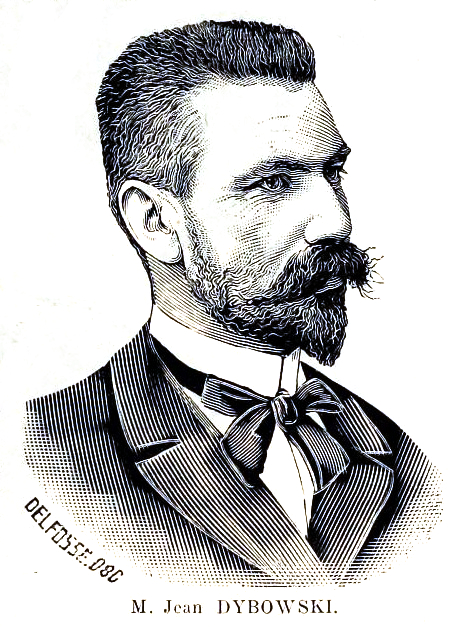
Jean Dybowski, 1893

Jean Thadée Emmanuel Dybowski (* 18. April 1856 in Charonne (Paris); † 18. Dezember 1928 in Mandres) war ein französischer Botaniker und Agronom polnischer Herkunft.

## Leben
Dybowski unternahm 1891 eine Forschungsreise in das Gebiet zwischen dem Kongo und dem Tschadsee. Zu den Aufgaben der Expedition gehörte die Suche nach den dort ein Jahr zuvor verschollenen Mitgliedern der französischen Expedition von Paul Crampel. Dybowski stellte fest, dass Crampel von Sklavenhändlern ermordet worden war. Dybowski gelang es die Mörder ausfindig zu machen und griff erfolgreich ihr Lager an.
Er beschrieb die von ihm bereisten Gegenden und fertigte die ersten wissenschaftlichen Beschreibungen der Lage der Gewässer zwischen Tschad und Kongo an. Darüber hinaus benannte er die von ihm erkundeten Flüsse.
Die Listige Manguste (Dologale dybowskii) und die Dybowski-Furchenzahnratte (Mylomys dybowskii) sind nach ihm benannt.